# 国民议会 (毛里求斯)
国民议会（英語：National Assembly）是毛里求斯的国家立法机关。国民议会实行一院制，由65名议员组成。每届议会任期5年。
毛里求斯实行立法、行政、司法三权分立。议会沿袭英国议会西敏制，为国家最高权力机构。